# Bristol Palace (Karlovy Vary)
Pour les articles homonymes, voir Hôtel Bristol.
Le Bristol Palace, à l'origine l'hôtel Bristol, plus tard le sanatorium thermal de Bristol, est situé dans la ville thermale de Karlovy Vary en Tchéquie. Il a été construit en 1890-1891 par le constructeur Emil Teller.
Il a été déclaré monument culturel, protégé depuis le 3 mai 1958.

## Histoire
L'édifice a été construit par Emil Teller en 1890-1891 dans le style néo-Renaissance nordique pour être un hôtel de luxe. Il est doté de deux tourelles à coupole, et ses toits en croupe sont terminés par une balustrade décorative.
En 1925 ont été installés de nouvelles salles de bains et des toilettes, et en 1929 une extension résidentielle dans les combles.
Pendant la Seconde Guerre mondiale, lorsque toutes les stations thermales de Karlovy Vary étaient des hôtels réservés aux soldats allemands blessés, le Bristol était affecté aux soldats des unités SS. Après la guerre le bâtiment a été nationalisé et est ensuite devenu un sanatorium d'État pour l'élite tchécoslovaque et les fonctionnaires étrangers.
Actuellement (février 2021), le bâtiment fait partie du groupe hôtelier Bristol et est exploité sous le nom d'Hotel Bristol Palace. Un spa et une piscine intérieure ont également été ajoutés.

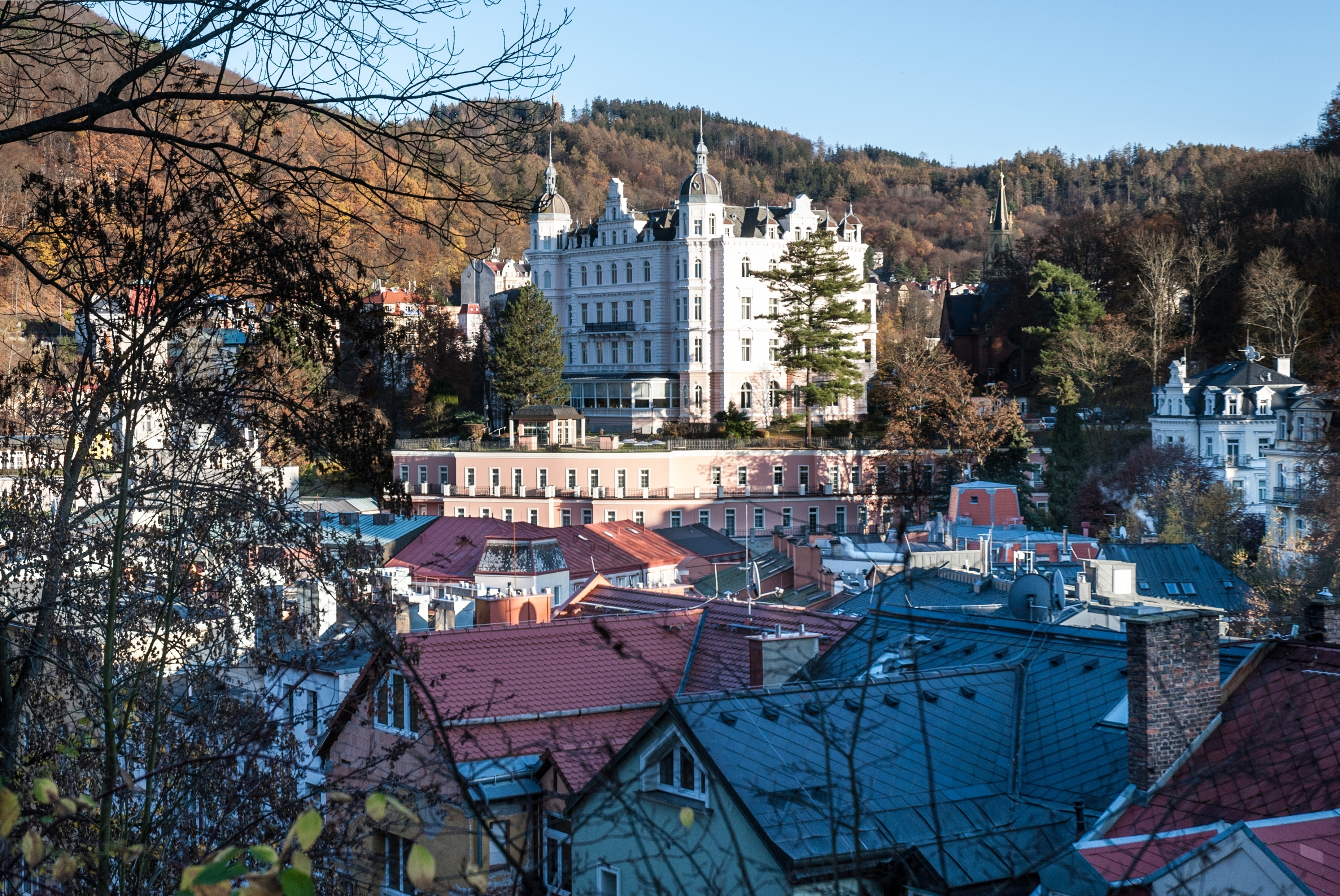
Vue du Bristol Palace

## Personnalités
En 1928, le Président de la République Tomáš Masaryk y a séjourné avec Gustav Stresemann, Ministre des Affaires étrangères de la République de Weimar et lauréat du Prix Nobel de la paix.